# Dödsorsak
Dödsorsak är enligt WHO:s definition "alla de sjukdomar, sjukliga tillstånd eller skador som antingen medförde eller bidrog till dödsfallet och de omständigheter vid olycksfallet eller våldshandlingen som framkallade sådan skada".
Dödsorsak brukar antecknas på dödsattesten av en läkare. Det finns naturliga dödsorsaker som sjukdom, cancer och allmän ålderssvaghet (egentliga orsaken kan till exempel vara lunginflammation eller andra inte så allvarliga sjukdomar som unga, friska människor genomlever och tillfrisknar från utan några problem). Det finns också vanliga yttre dödsorsaker, såsom olyckor, mord eller självmord. I rika länder kommer de flesta dödsfall av hjärt- och kärlsjukdomar eller cancer i hög ålder, bland yngre utgör även olyckor och självmord en stor del av de sammanlagda dödsfallen. I utvecklingsländer dör många av infektionssjukdomar, malaria, Aids, krig och svält. Dödsorsak heter på latin causa mortis.